# Altamahaw-Ossipee, North Carolina
Altamahaw-Ossipee, North Carolina (енгл. Altamahaw-Ossipee) град је у америчкој савезној држави Северна Каролина.

## Демографија
По попису из 2000. године број становника је 996.
| Група             | 2000.       | 2010.    |
| Белци             | 888 (89,2%) | 0 (0,0%) |
| Афроамериканци    | 94 (9,4%)   | 0 (0,0%) |
| Азијати           | 0 (0,0%)    | 0 (0,0%) |
| Хиспаноамериканци | 10 (1,0%)   | 0 (0,0%) |
| Укупно            | 996         | 0        |